# Регинбодони
Регинбодоните (на немски: Reginbodonen, Sig-Regensippe) са среднорейнско-франкски благороднически род, който през 11 век има тясни връзки с манастир Фулда, архиепископство Майнц.

## Известни
- Регинард († 1040), граф в Кьонигсзондергау, е син на Конрад херцог от Звабен (Zwaben) († 20 август 997) от Конрадините и се жени за Юдит от Тюрингия. Той е внук на Гебхард (граф в Уфгау 940), женен за дъщеря на граф Хериберт I от Вермандоа († 6 ноември 907) от Каролингите. Регинбодо, внукът на Гебхард, ръководи по-нататък Уфгау.
  - Зигфрид, граф в Кьонигсзондергау (1040, 1057), бургграф на Майнц
    - Регинхард, бургграф на Майнц (пр. 1068)
    - Зигфрид I, архиепископ на Майнц (1060 – 1084)
- Удалрих, граф в Кьонигсзондергау (1052 – 1074)
- Герхард, фогт на манастир Фулда (1048-ок. 1070), граф в Майнгау (1069)
- Радебодо († 1052)
- Регинбодо, граф в Уфгау (1057)

- Попо I фон Бланкенбург (1095 – 1161), (1128 – 1161) граф на Бланкенбург в Харц – Дом Регенщайн
- Райнхард фон Бланкенбург, епископ на Халберщат (1107 – 1123)
- Дитрих I, епископ на Наумбург (1111 – 1123)

Зигфрид I, архиепископ на Майнц, коронова двамата геген-крале на император Хайнрих IV: Рудолф фон Райнфелден (1077 – 1080) и Херман от Салм (1081 – 1088).
Епископ Райнхард от Халберщат е на върха на значимата битка на Велфесхоц (11 февруари 1115) на страната на противниците на император Хайнрих V.